# Alberto Cereijo
Alberto Cereijo (La Coruña, Galicia, 13 de agosto de 1967) es un guitarrista, arreglista, compositor y productor español, principalmente conocido por su aportación como guitarrista solista en Los Suaves y actualmente miembro de la banda N.E.O

## Carrera musical
Entre 1987 y 1990 cursó sus estudios musicales en la escuela “Estudio, escola de música” de Santiago de Compostela, donde llevó a cabo estudios de armonía, composición, improvisación, solfeo, polirrítmia, instrumento, etc. y en el conservatorio oficial de música de Orense, donde estudia guitarra, solfeo y canto coral.
Durante 1990 viajó a Los Ángeles donde se matriculó en el M.I. (Musicians Institute) de Hollywood en el departamento de G.I.T. (Guitar Institute of Technology). En marzo de 1992 se graduó en el M.I. (Musicians Institute). Realizó un máster durante 3 meses en el M.I hacia el 1998.
Ha asistido a clases y seminarios de músicos como Brett Garsed, Nick Nolan, Danny Gill, Blues Saraceno, Terry Bozzio, Gregg Bissonette, Bobby Rock, Stu Hamm, Steve Dudas, Jeff Berlin, Don Mock, Keith Wyatt, Steve Trovato, Jamie Findlay, Paul Hanson, Dan Gilbert, Ralph Humprey, Bill Ward, Oz Fox, Craig Goldie, Jennifer Batten, Ross Bolton, Scott Henderson, Victor Woten, Randy Coven, Norman Brown, entre otros.

## Trayectoria
- 1985: En sus inicios como músico (a los 17 años) empezó a tocar en bandas locales (de Ourense) como “Alquitrán” y “Reina del Alba”.
- 1989: Entra a formar parte de la banda “Los Suaves” como miembro fijo, aunque ya había colaborado con el grupo en anteriores ocasiones.
- 1990: Graba su primer disco en solitario titulado “Work Out” con la compañía Donosti Rock.
- 2001: Grabación de "Evasion" su segundo disco en solitario con la compañía locomotive music.
- 2003: Funda ECO, junto a Tino Mojón y Roberto Espinosa (que abandona el proyecto en el 2010), a los que más tarde se unirá Diego P. Castro.
- 2007: Grabación del primer disco de ECO "Réplica" (www.santogrialproducciones.es)
- Desde el año 2011 crea y dirige el Diploma Profesional de Rock de "Estudio, escola de música"  Y desde 2014 con el apoyo de la escuela, concede las becas “Alberto Cereijo”
- 2018 Se hace público el nuevo nombre de la formación en la que continúan Alberto Cereijo, Tino Mojón y Diego P.Castro ahora acompañados por el cantante Pedro Regueira: N.E.O. Near-Earth Object
- 2019 El 25 de enero sale a la venta el primer trabajo de N.E.O titulado "Objeto cercano a la tierra"

## Actividades complementarias
Durante estos años ha impartido seminarios y clinics por numerosos puntos de España. Es profesor privado y también en el Centro de Música Moderna Estudio.
Ha participado en el proyecto de guitarristas Homo-Demen con un solo de guitarra en el tema "The Lion and the butterflies" junto con Alberto Cereijo, Luis Cruz Topo, Sinfonity) y Oscar López (7 almas) entre otros. Archivado el 7 de agosto de 2016 en Wayback Machine. Ha colaborado en maquetas y discos de grupos tan dispares como “Ángel caído”, “Megapearls”, “Factor Q”, "Alén", "Savia", "Lancelot", "Astarot", "Malkeda", "Sínkope", "Mago de Oz", "La Fuga", "Trashnos", etc.
En los últimos años ha estado girando por toda la geografía nacional y actuando en más de 400 conciertos en directo. En enero de 1999 realizó un Tour con “Los Suaves” por diferentes ciudades argentinas.
En enero del 2015 “Los Suaves” comienzan su gira de despedida, además de tocar por toda España, estuvieron en varias ciudades europeas como Londres, Edimburgo, Berlín, Dublín, etc.

## Discografía

### Con Los Suaves
Véase en el artículo principal: Discografía de Los Suaves
- 1991: Maldita sea mi suerte.
- 1993: Malas noticias.
- 1994: Santa Compaña.
- 1997: San Francisco Express.
- 2000: Víspera de todos los santos.
- 2003: Si yo fuera Dios.
- 2005: El jardín de las delicias.
- 2009: Adiós, adiós.
- 2010: 29 años, 9 meses y 1 día
- 2013: Gira de los mil conciertos

### En solitario
- 1990: Work out.
- 2001: Evasión.

### Con ECO
- 2007: Réplica.

### Con N.E.O
- 2019: Objeto cercano a la tierra
- 2021: Punto de no retorno